# Mallinath

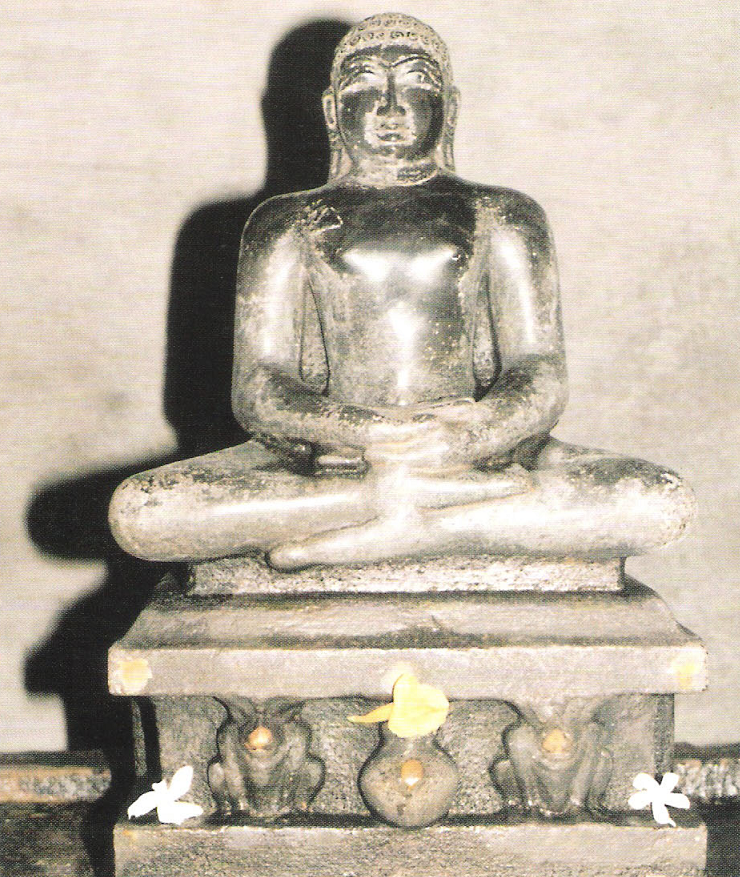
Le dix-neuvième Tirthankara Mallinatha.

Mallinath appelé aussi Malli est le dix-neuvième Tirthankara, un des Maîtres éveillés du jaïnisme de notre époque. Il est né à Mithilapuri d'une lignée royale et a atteint le moksha, la libération au Mont Sammeda dans l'état actuel du Jharkhand. Selon la branche shvetambara du jaïnisme, Mallinath était une femme. Néanmoins les deux courants s'accordent à dire et à transmettre que son symbole est le kalasha, un pot d'eau faisant partie des symboles auspicieux de cette religion, un ashtamangala. Un temple lui est dédié dans le Tamil Nadu: le temple Mallinatha Swamy (en) de Mannargudi.